# Марго Дрешел
Марго Елизабет Дрешел (Нојгерсдорф, 17. мај 1908, Нојгерсдорф – мај/јун 1945, Бауцен), била је затворска чуварка у нацистичким концентрационим логорима током Другог светског рата.
Пре него што је примљена као помоћни СС, радила је у једној канцеларији у Берлину. Дана 31. јануара 1941. Дрешел је стигла у концентрациони логор Равензбрик да би прошао обуку за чување. У почетку је била Ауфсехерин, ниже рангирана женска стража у логору Равензбрик задужена за интерниране жене. Обучавала је код Оберауфсехерин (вишег надзорника) Јохана Лангефелд 1941. и убрзо је постала СС-Рапортфухрерин (надзорник извештаја), више рангирани стражар.

## Аушвиц-Биркенау
Дана 27. априла 1942. Дрешел је изабран за пребацивање у новоотворени концентрациони логор Аушвиц II – Биркенау у окупираној Пољској. Дрешел је започела своје дужности у Биркенау у августу 1942. чим је тамо основан женски логор, а жене су пребачене из Аушвица у Биркенау током ширења. Служила је код Марије Мандл и радила као сарадник доктора Менгелеа.

Дрешел је била шеф свих логорских канцеларија у Аушвицу. Њен изглед је наводно био одвратан, како је испричала једна затвореница из Аушвица: „вођа логора Дрешел је био тамо, њени зуби су вирили, чак и када су јој уста затворена. Затвореници су је описали као вулгарну, мршаву и ружну. После рата, многи преживели су сведочили о њеним озлоглашеним бруталним премлаћивањима. Селекције у затвореном је изводила у белом мантилу и белим рукавицама, прерушена у доктора.
"Једном када је госпођа Дрешел дошла, са својим огромним псом, свукла све, одузела нам чак и ципеле, и морали смо сатима стајати потпуно голи, нико од нас више није размишљао о животу, гасна комора је изгледала неизбежна."

—  Суђења за ратне злочине. Протокол 3309, СС Жене надгледнице у Аушвицу
Марго се редовно кретала између логора Аушвиц I и Биркенауа и укључивала се у селекцију жена и деце за слање у гасне коморе. Дана 1. новембра 1944. отишла је у концентрациони логор Флосенбирг као Оберауфсехерин и као тренер регрутованих надзорника. Јануара 1945. враћена је у подлогор Равензбрик у Нојштат-Глевеу, и одатле је побегла у априлу 1945. пошто се Нацистичка Немачка предао.
У мају 1945. неколико бивших затвореника Аушвица препознало ју је на путу од Пирне до Бауцена у совјетској зони и одвели је у совјетску војну полицију. Совјети су је осудили на смрт и погубили у мају или јуну 1945. вешањем у Бауцену.